# Giải Quả cầu vàng cho ngôi sao nam mới trong năm
Giải Quả cầu vàng cho ngôi sao nam mới trong năm là một giải Quả cầu vàng dành cho nam diễn viên mới đạt được cương vị ngôi sao trong năm. Giải này được lập từ năm 1948 và ngừng trao từ năm 1984.

## Các người đoạt giải
- 1948: Richard Widmark
- 1950: Richard Todd
- 1952: Kevin McCarthy
- 1953: Richard Burton
- 1954: Richard Egan, Steve Forrest, Hugh O'Brian
- 1955: Joe Adams, George Nader, Jeff Richards
- 1956: Russ Tamblyn, Ray Danton
- 1957: Anthony Perkins, Paul Newman, John Kerr
- 1958: James Garner, Patrick Wayne, John Saxon
- 1959: John Gavin, Efrem Zimbalist Jr., Bradford Dillman
- 1960: George Hamilton, James Shigeta, Barry Coe, Troy Donahue
- 1961: Michael Callan, Brett Halsey, Mark Damon
- 1962: Bobby Darin, Warren Beatty
- 1963: Terence Stamp, Keir Dullea, Peter O'Toole, Omar Sharif
- 1964: Stathis Giallelis, Robert Walker Jr., Albert Finney
- 1965: George Segal, Topol, Harve Presnell
- 1966: Robert Redford
- 1967: James Farentino
- 1968: Dustin Hoffman
- 1969: Leonard Whiting
- 1970: Jon Voight
- 1971: James Earl Jones
- 1972: Desi Arnaz Jr.
- 1973: Edward Albert
- 1974: Paul LeMat
- 1975: Joseph Bottoms
- 1976: Brad Dourif
- 1977: Arnold Schwarzenegger
- 1979: Brad Davis
- 1980: Rick Schroder
- 1981: Timothy Hutton
- 1983: Ben Kingsley